# Zeb Powell
Zebulon „Zeb“ Powell (* 18. Januar 2000 in Charlotte, North Carolina) ist ein US-amerikanischer Snowboarder. Er startete ursprünglich in den Freestyle-Disziplinen Halfpipe und Slopestyle, wurde aber vor allem durch die sozialen Medien und als erster schwarzer Goldmedaillengewinner der Winter-X-Games bekannt. Seine Spezialität ist der Knuckle Huck.

## Biografie

### Kindheit und Jugend
Zeb Powell kam in Charlotte, North Carolina, zur Welt und wurde im Alter von fünf Wochen von einem weißen Ehepaar aus der Kleinstadt Waynesville adoptiert. Er wuchs dort mit vier Geschwistern, drei davon ebenfalls Adoptivkinder, auf. Vater Carl Powell leitete ein lokales Hackschnitzelwerk, Mutter Valerie arbeitete als Hilfslehrerin. Als Kind war er begeisterter Skateboarder, ehe er im Alter von sieben Jahren in der Cataloochee Ski Area in den Appalachen mit dem Snowboarden begann. Seinem ersten Lehrer trotzend, war er von Beginn an goofy unterwegs. Mehrere Sommer verbrachte er im Gletscher-Skigebiet auf dem Mount Hood und gewann dabei einige Contests. Bei seiner Teilnahme am Woodward Copper Summer Camp in Copper Mountain erkannte der Trainer Chad Otterstrom Powells Talent und überzeugte seine Eltern davon, den Jungen auf eine Sportschule zu schicken. Er ging daraufhin an die renommierte Stratton Mountain School in Vermont, wo er ein Stipendium erhielt. Zu seinen frühesten Vorbildern gehörten damals Halldór Helgason und Dillon Ojo (1995–2018).

### Wettkampfsport
Noch vor seinem 15. Geburtstag bestritt Powell in Copper Mountain seine ersten FIS-Wettkämpfe in den Disziplinen Halfpipe und Slopestyle. In den folgenden drei Jahren sammelte er weitere Starts, konnte dabei aber keine nennenswerten Resultate erzielen. Im Februar 2018 gab er in Park City sein Nor-Am-Cup-Debüt und schaffte als Slopestyle-Fünfter gleich sein bestes Ergebnis. Seinen letzten FIS-Slopestyle absolvierte er Anfang April 2019 bei den US-Meisterschaften in Copper Mountain, wo er Rang 19 belegte.
Powell gewann 2016 das Freestyle-Event Red Bull All Snow im Carinthia Park am Mount Snow und erregte damit erstmals die Aufmerksamkeit seines zukünftigen Kopfsponsors. Nach dem Highschool-Abschluss konnte er sich dank  weiterer Unterstützer wie Burton auf sein Social-Media-Profil konzentrieren. Im Januar 2020 erhielt er erstmals eine Einladung zu den X-Games in Aspen. Dort gewann der Rookie den Knuckle Huck mit einem sogenannten Coffinslide Backflip, bei dem er sich kurz vor der Geländewelle in voller Fahrt auf den Rücken legte und aus dieser rutschenden Position heraus einen Rückwärtssalto vollführte. Er kürte sich damit zum ersten schwarzen Goldmedaillengewinner in der Geschichte der Winter-X-Games und konnte seine Follower-Zahlen in den sozialen Medien verdoppeln. Die folgende Austragung verpasste er aufgrund eines Meniskusrisses, bei seiner vierten Teilnahme 2024 gewann er dank eines Rippey Flip 720 hinter Liam Brearley die Knuckle-Huck-Silbermedaille.

### Sonstiges
2018 rief Zeb Powell zusammen mit seinem Manager die von Red Bull gesponserte Slide-In Tour ins Leben, bei der er gemeinsam mit Kollegen verschiedene Wintersportorte an der US-Ostküste bereist, sein Können zur Schau stellt und mit den Fans redet und snowboardet. Durch das gemeinnützige Projekt Hoods to Woods versucht er, unterprivilegierten Schichten, Schwarzen, Indigenen und anderen People of Color, das Snowboarden näherzubringen und engagiert sich so für mehr Inklusion innerhalb der Szene. Während der Sommermonate ist Powell unter anderem auf dem Mount Hood als Snowboard-Lehrer tätig.

## Stil
Auf seinen Anfängen als Skateboarder aufbauend, versteht sich der in Vermont lebende Zeb Powell mehr als „Street“-Boarder denn als kompetitiver Freestyler. Seine Kreativität äußert sich in ungewöhnlichen Tricks und spontanen Einfällen. So absolvierte er etwa sein X-Games-Debüt mit einer rosafarbenen sternförmigen Sonnenbrille, die er kurz zuvor auf dem Boden gefunden hatte. 2024 befuhr er ein 205 Zentimeter langes Swallowtail-Board switch. Via Instagram und TikTok erreicht er ein breites Publikum und freundete sich als „Face of black snowboarding“ mit Virgil Abloh und ASAP Ferg an. In einem Interview mit dem Slush Magazine antwortete er auf die Frage, wie er bescheiden bleibe:

“I can’t even spin over 1080, haha. I’m not the best, I definitely don’t have the cleanest rail tricks at times — I have fun with them — but they’re not the cleanest. But people still fuck with them for some reason.”

„Ich kann mich nicht einmal mehr als 1080 (Grad um die eigene Achse) drehen, haha. Ich bin nicht der Beste, habe zeitweise bestimmt nicht die saubersten Rail-Tricks — ich habe Spaß damit — aber sie sind nicht die saubersten. Aber den Leuten gefallen sie aus irgendeinem Grund.“

## Erfolge

### X-Games
- Aspen 2020: 1. Knuckle Huck
- Aspen 2022: 4. Knuckle Huck
- Aspen 2023: 8. Knuckle Huck
- Aspen 2024: 2. Knuckle Huck
- Aspen 2025: 4. Knuckle Huck

### Weitere Erfolge
- Sieg beim Red Bull All Snow 2016